# شمشال
شِمشال نوعی ساز بادی و گونه‌ای نی فلزی است و از سازهای قدیمی و نسبتاً مقدس در منطقهٔ کردستان به‌شمار می‌رود.
از قدیمی‌ترین و رایج‌ترین سازهای کردستان، شمشال است که در واقع همان نیِ چوپان است و مقام‌ها و نواهای محلی با آن اجرا می‌شود.
شمشال در مراسم عروسی و شادی همراه با آواز (و انجام‌دادن رقص کردی به‌همراه آن) و گاهی هم با همراهی تنبک و دف یا به‌صورت تک‌نوازی به‌کار می‌رود. این ساز در عزا نیز کاربرد دارد. قادر عبدالله‌زاده مشهور به «قاله مه‌ره» و جعفر محمدی مشهور به «جافر زلکه‌ای» از نوازنده‌گان مشهور این نوع ساز در میان کُردها بود.

## جنس شمشال
امروزه از برنج یا مِسوار (لولهٔ فلزی) ساخته می‌شود.

## ساختمان شمشال
ساختمان آن از یک استوانهً فلزی که دارای شش سوراخ در رو و یک سوراخ در پشت است تشکیل می‌شود. طول ساز بین ۴۵ تا ۵۰ سانتی‌متر است. قطر آن ۱٫۷۵ سانتی‌متر است.

## صدای شمشال
این ساز ازلحاظ نوع صدا و وسعت در زمرهٔ سازهای بم با طنین خاص خود است.

## طریقهٔ نوازندگی
با مایل گرفتنِ ساز برروی لب‌ها و ایجاد یک روزنهٔ هوایی بین دو لب و برخورد این باریکه به تیغهٔ سرِ ساز، صدا تولید می‌شود. رایج‌ترین صدایی که با شمشال ایجاد می‌شود صدای بم ترکیبی است. در بم ترکیبی صدای بم و زیرِ ساز با مهارتی بالا با یکدیگر ترکیب می‌شوند. از خصوصیات مهم شمشال که در نوازندگی از آن استفاده می‌شود، تکنیک تنفس برگردان است که نوازنده باید با مهارت بالا، همزمان که با بینی نفس می‌کشد، از ذخیرهٔ هوای داخل دهان استفاده کند و نگذارد صدا قطع شود. با این کار، صدا تداوم می‌یابد و قطع نمی‌شود.

## طرز ساختن شمشال در گذشته
شمشال در گذشته از چوب و نی و نیز از استخوان بال عقاب ساخته می‌شده‌است. طرز ساختن در زمان‌های قدیم به این صورت بوده که ابتدا چهل تا پنجاه سانتی‌متر نی را بریده و داخل آن شیر ریخته و بعد از جذب شیر، داخل آن را روی لانهٔ مورچه‌ای گذاشته تا محتویات داخل آن را کاملاً بخورند و پوستهٔ بسیار سبک و نازکی از آن باقی بماند. برای زیبایی و استحکام نی، تکه چوبِ تری از جنس آلبالوی وحشی را به ضخامت شمشال تهیه می‌کردند. پوست آن را به‌صورت حلقه‌هایی به اندازه‌هایی متساوی درمی‌آوردند و حلقه‌ها را به تناسبِ سلیقهٔ خود، به فاصله‌های موردنظر بر نی سوار می‌کردند و بدین‌صورت به شمشال زیبایی می‌دادند و استحکام آن چندبرابر می‌شد. البته ناگفته نماند که چون هوا داخل نی می‌رود تأثیر بسزایی در داخل صدای شمشال می‌گذارد. سپس از ۴ سانتی‌متر مانده به انتهای نی، به قطرِ نیم سانتی‌متر تعداد ۶ تا ۷ سوراخ به فاصله‌های ۳ سانتی‌متر تعبیه می‌شود. عالی‌ترین نوع شمشال را نوازندهٔ آن می‌سازد.

## نوازندگان شمشال
معروف‌ترین نوازندگانهٔ این ساز را می‌توان قادر عبدالله‌زاده معروف به «قاله مه‌ره» (۱۳۰۴–۱۳۸۸) از منطقهٔ بوکان دانست. همچنین از دیگر نوازندگان این ساز در کردستان می‌توان به جعفر محمدی معروف به «جافر زلکه‌ای» (۱۳۴۵–۱۴۰۰)، احمد زلکه‌ای، محمد کانی‌سانانی، عبدالله کانی‌سانانی، محمد پیرصفایی، فایق نژماری، کاوه داوری، مصطفی سیفی، نریمان ادوای و محمود کالی همگی از منطقهٔ مریوان، عزیز ساوق آوایی از منطقهٔ جوانرود و باقی شفیعی و محمد نجیب حسنی از منطقهٔ پاوه و نوسود اشاره کرد.